# Nico Graneist
Nico Graneist (* 1995) ist ein deutscher Grasskiläufer. Er nahm in der Saison 2010 erstmals an Weltcuprennen teil.

## Karriere
Nico Graneist startete ab 2009 im Deutschlandpokal und nahm im Sommer 2010 erstmals an internationalen Wettkämpfen teil. Seine ersten FIS-Rennen fuhr er Ende Mai in Altenseelbach, wo er 20. im Slalom und 23. im Riesenslalom wurde. Weitere FIS-Rennen bestritt er im Juli in Forni di Sopra, wo er 29. im Riesenslalom wurde, aber auch zweimal ausfiel. Im Weltcup startete er in der Saison 2010 nur in den beiden Rennen in Goldingen in der Schweiz. Im Riesenslalom kam er zwar mit großem Rückstand nur als 24. und Letzter ins Ziel, gewann damit aber seine ersten Weltcuppunkte. In der Super-Kombination blieb er ohne Resultat. Im Gesamtweltcup belegte er punktegleich mit seinem Landsmann Jonas Klemens den 56. Platz. In den Jahren 2011 und 2012 nahm Graneist an keinen Wettkämpfen teil.

## Erfolge beim Weltcup
- 1 Platzierung unter den besten 25